# Келчин (Нижньосілезьке воєводство)
Келчин (пол. Kiełczyn, нім. Költschen) — село в Польщі, у гміні Дзержонюв Дзержоньовського повіту Нижньосілезького воєводства.
Населення — 264 особи (2011).
У 1975-1998 роках село належало до Валбжиського воєводства.

## Демографія
Демографічна структура станом на 31 березня 2011 року:
|          | Загалом | Допрацездатний вік | Працездатний вік | Постпрацездатний вік |
| -------- | ------- | ------------------ | ---------------- | -------------------- |
| Чоловіки | 127     | 19                 | 98               | 10                   |
| Жінки    | 137     | 20                 | 87               | 30                   |
| Разом    | 264     | 39                 | 185              | 40                   |